# Чужой разум
Чужой разум. Осьминоги, море и глубинные истоки сознания (англ. Other Minds: The Octopus, the Sea, and the Deep Origins of Consciousness) ― научно-популярная книга австралийского учёного, профессора Питера Годфри-Смита.
Книга была опубликована в США в 2016 году, в Великобритании 2017 году.

## Об авторе
Питер Годфри-Смит ― профессор истории и философии науки Сиднейского университета. Работает в основном в области философии биологии и философии разума, а также интересуется общей философией науки, прагматизмом (особенно работами Джона Дьюи) и некоторыми частями метафизики и эпистемологии.

## Содержание
Автор сравнивает головоногих, особенно осьминогов и каракатиц, с млекопитающими и птицами. Сложные активные тела, которые обеспечивают и, возможно, требуют определённой степени интеллекта, эволюционировали трижды ― у членистоногих, головоногих и позвоночных. В книге отражается, в частности, природа интеллекта головоногих моллюсков, ограниченная их короткой продолжительностью жизни и воплощенная в значительной степени в их конечностях, которые содержат больше нервных клеток, чем их мозг.
Предпосылка Годфри-Смита в этой книге заключается в том, что интеллект развился отдельно у двух групп животных: у головоногих, таких как осьминоги и каракатицы, и у позвоночных, таких как птицы и люди. Он отмечает, что, изучая головоногих моллюсков, «вероятно, мы ближе всего можем подойти к встрече с разумным инопланетянином», и что «умы головоногих моллюсков ― самые другие из всех».
Автор описывает множество встреч с осьминогами во время погружений на мелководье у берегов Австралии, особенно в излюбленном месте, которое он называет «Октополис», где собираются многие обитатели подводного мира. Он отмечает, что осьминоги любознательны, наблюдательны, даже дружелюбны, но структура их нервной системы полностью отличается от позвоночных. Интеллект осьминога распределен по всему телу: в его восьми мышечных щупальцах почти вдвое больше нервных клеток, чем в его мозгу.
Годфри-Смит утверждает, что интеллект предопределяется «сложными активными телами». Три группы двусторонне симметричных животных с таким планом строения возникли в Кембрийском периоде, около 500 миллионов лет назад: членистоногие (например, крабы и насекомые), позвоночные животные, а также головоногие моллюски.
Годфри-Смит не согласен со старой философской идеей о том, что сознание внезапно возникло из бессознательной материи; это активное взаимодействие с миром, построенное небольшими шагами благодаря способности воспринимать мир, действовать мускулами, запоминать простейшие события. По мнению Годфри-Смита, такие способности в некоторой степени присутствуют даже у бактерий, которые обнаруживают химические вещества в своей среде, и у насекомых, таких как пчелы, которые помнят расположение источников пищи.
Что касается чувств, то и крабы, и осьминоги защищают травмированную часть своего тела: очевидно, они чувствуют боль и обладают разумом до некоторой степени. Головоногие, такие как осьминог или гигантский кальмар, представляют собой «независимый эксперимент в эволюции большого мозга и сложного поведения», основанный на тех же нервных системах, что и у наших более близких родственников ― млекопитающих. Ни язык, ни мировоззрение не нужны для измерения интеллекта этих «чужих умов», разделяющих с нами планету Земля.

## Отзывы
Книга вызвала восхищение рецензентов, которые сочли ее восхитительно написанной, недогматичной, но проницательной в своем анализе, а описание интеллекта как субъективного воплощенного опыта — очень элегантным. Его персонажи ― осьминоги — производят впечатление существ «сверхъестественно привлекательных, но при этом обладающих разумом, столь не похожим на человеческий».

## Издание в России
Книга была переведена на русский язык и вышла в свет в издательстве «АСТ» в 2020 году. ISBN 	978-5-17-113538-6